# Franciscus Van Schoor
Franciscus Gustavus (Franz) Van Schoor (Dendermonde, 21 januari 1877 - Elsene, 9 april 1937) was een Belgisch politicus voor de BWP.

## Levensloop
Van Schoor werd beroepshalve beheerder in vennootschappen en was de baas van de bindgarenfabriek N.V. Flandria in Dendermonde.
Hij was politiek actief voor de BWP en werd voor deze partij in 1926 verkozen tot gemeenteraadslid van Dendermonde, waar hij van 1936 tot 1937 eerste schepen was.
Bovendien zetelde hij van 1925 tot 1929 en van 1932 tot 1936 in de Belgische Senaat als rechtstreeks gekozen senator voor het arrondissement Dendermonde-Sint-Niklaas.

## Bron
- VAN MOLLE, P., Het Belgisch Parlement 1894-1972, Antwerpen, 1972.